# ويسلي تاتل
ويسلي تاتل (بالإنجليزية: Wesley Tuttle)‏ هو مغني ومغن مؤلف أمريكي، ولد في 30 ديسمبر 1917 في لامار في الولايات المتحدة، وتوفي في 29 سبتمبر 2003.

## وصلات خارجية
- ويسلي تاتل على موقع IMDb (الإنجليزية)
- ويسلي تاتل على موقع ميوزك برينز (الإنجليزية)
- ويسلي تاتل على موقع أول ميوزيك (الإنجليزية)
- ويسلي تاتل على موقع ديسكوغز (الإنجليزية)